# شهرستان هوکتمبریان
شهرستان هوکتمبریان (ارمنی: Հոկտեմբերյանի շրջան تا ۱۹۳۵ شهرستان قوردوقول (ارمنی: Ղուրդուղուլիի շրջան)) یکی از سی و هفت شهرستان در تقسیم‌بندی جمهوری شوروی سوسیالیستی ارمنستان بود. مرکز این شهرستان هوکتمبریان بود. طبق سرشماری سال ۱۹۸۷ میلادی جمعیت آن بالغ بر تن و مساحت آن کیلومتر مربع بود.

## مناطق مسکونی
- آماسیا
- آیگک
- آراکس
- آیگشات
- آرازاپ
- آرگاواند
- آرماویر
- آرئویک
- آرتاشار
- بامباکاشات
- برکاشات
- گتاشن
- یغنود
- یراسخاهون
- زارتونک
- مائیسیان
- لنوغی
- لوکاشین
- هایکاوان
- ساردارآباد
- آیگوان
- مارگارا
- متسامور
- مرگاشات
- نالبندیان
- نور آرماویر
- نور آرتاگرس
- نور کساریا
- شناوان
- جانفیدا
- جراشن
- آلاشکرت
- وارداناشن
- تاندزوت
- پشاتاوان

## نگارخانه

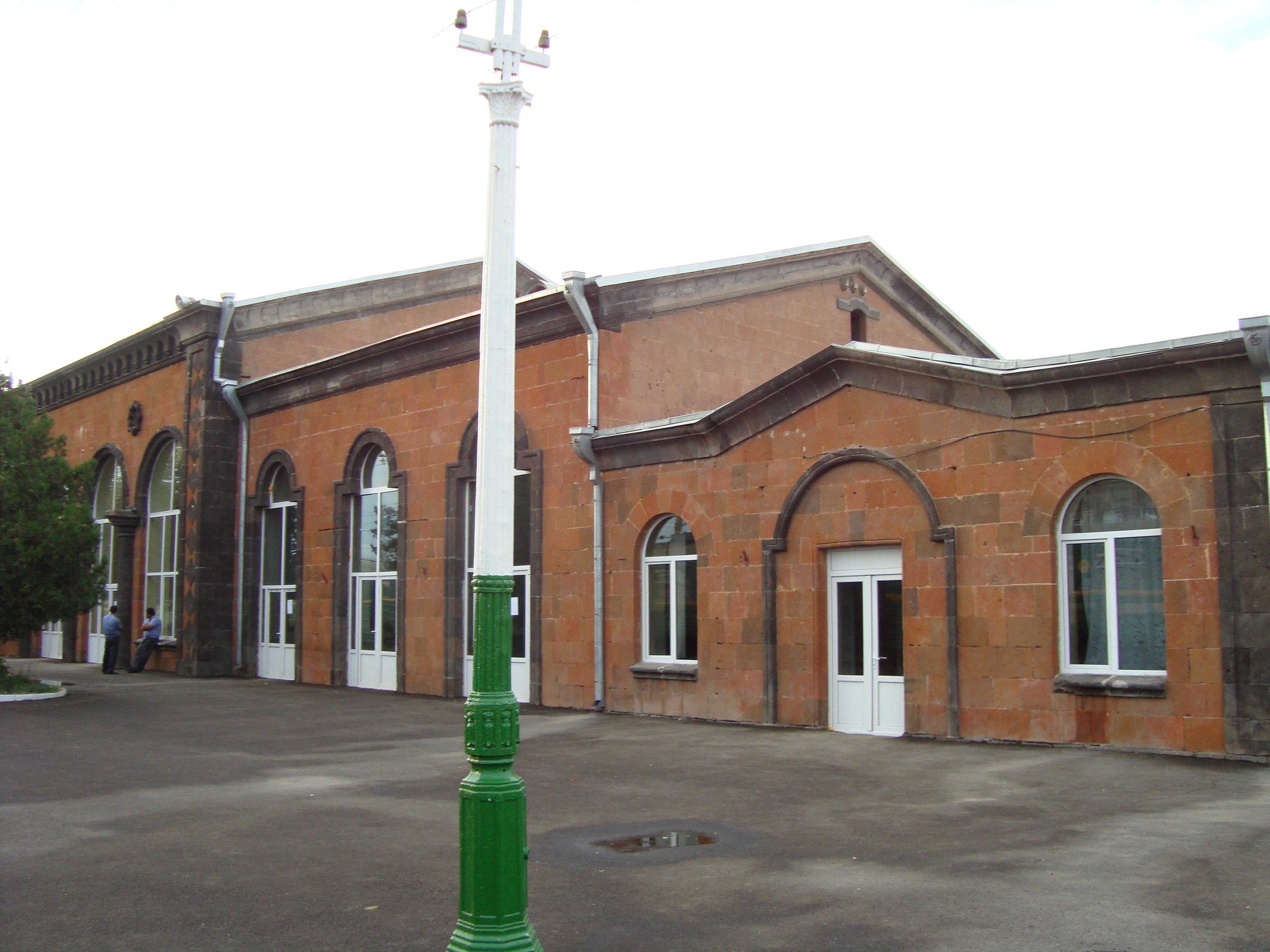
آرماویر، ارمنستانի երկաթգծի կայարան
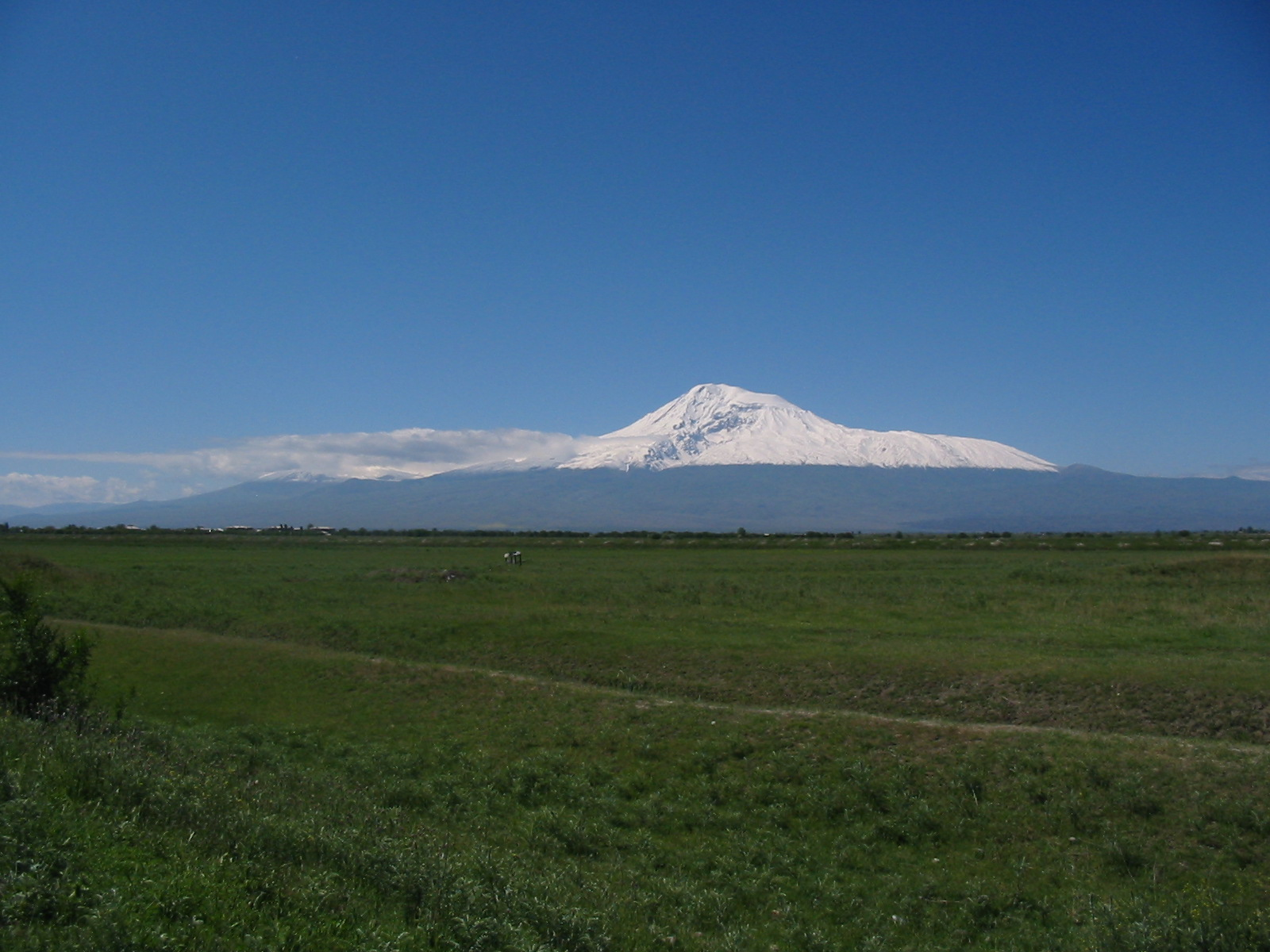
دشت آرارات
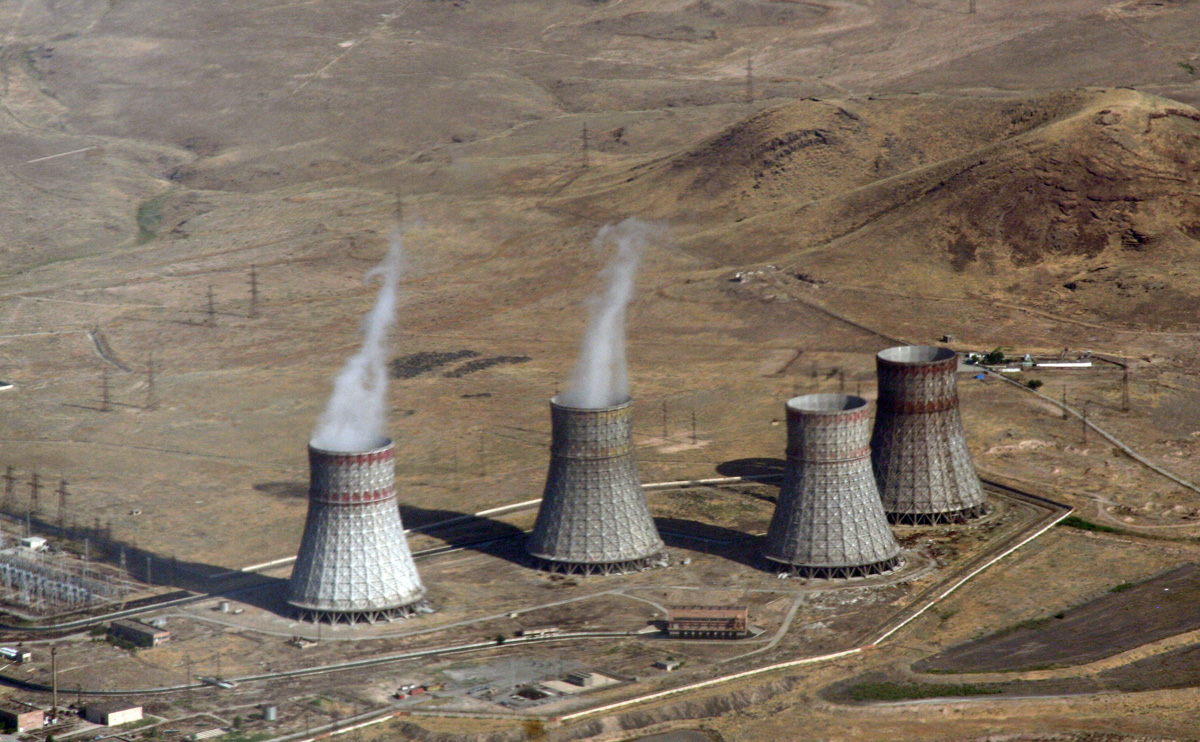
نیروگاه هسته‌ای متسامور

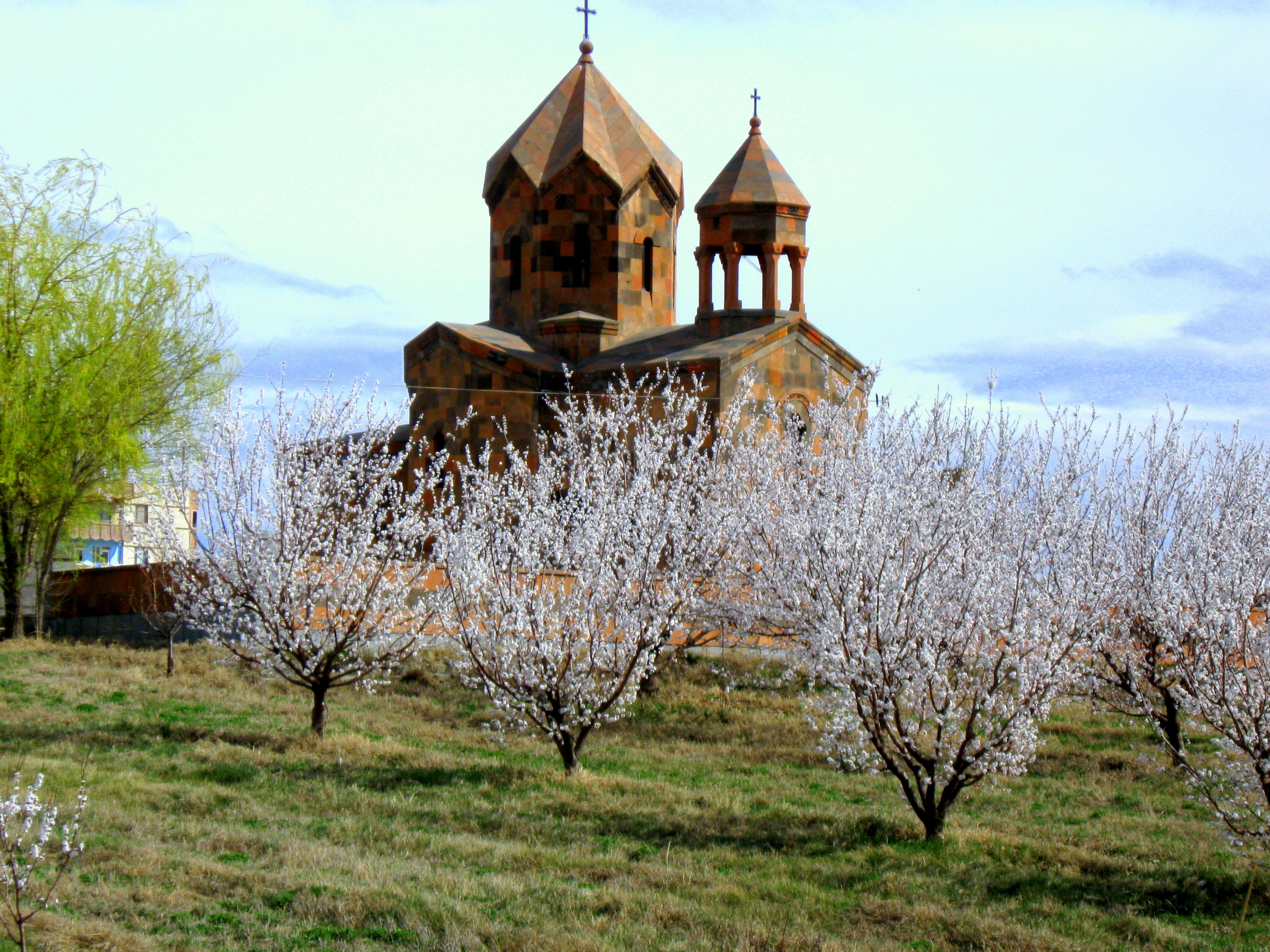
Սուրբ Ղազար եկեղեցի (Մեծամոր)
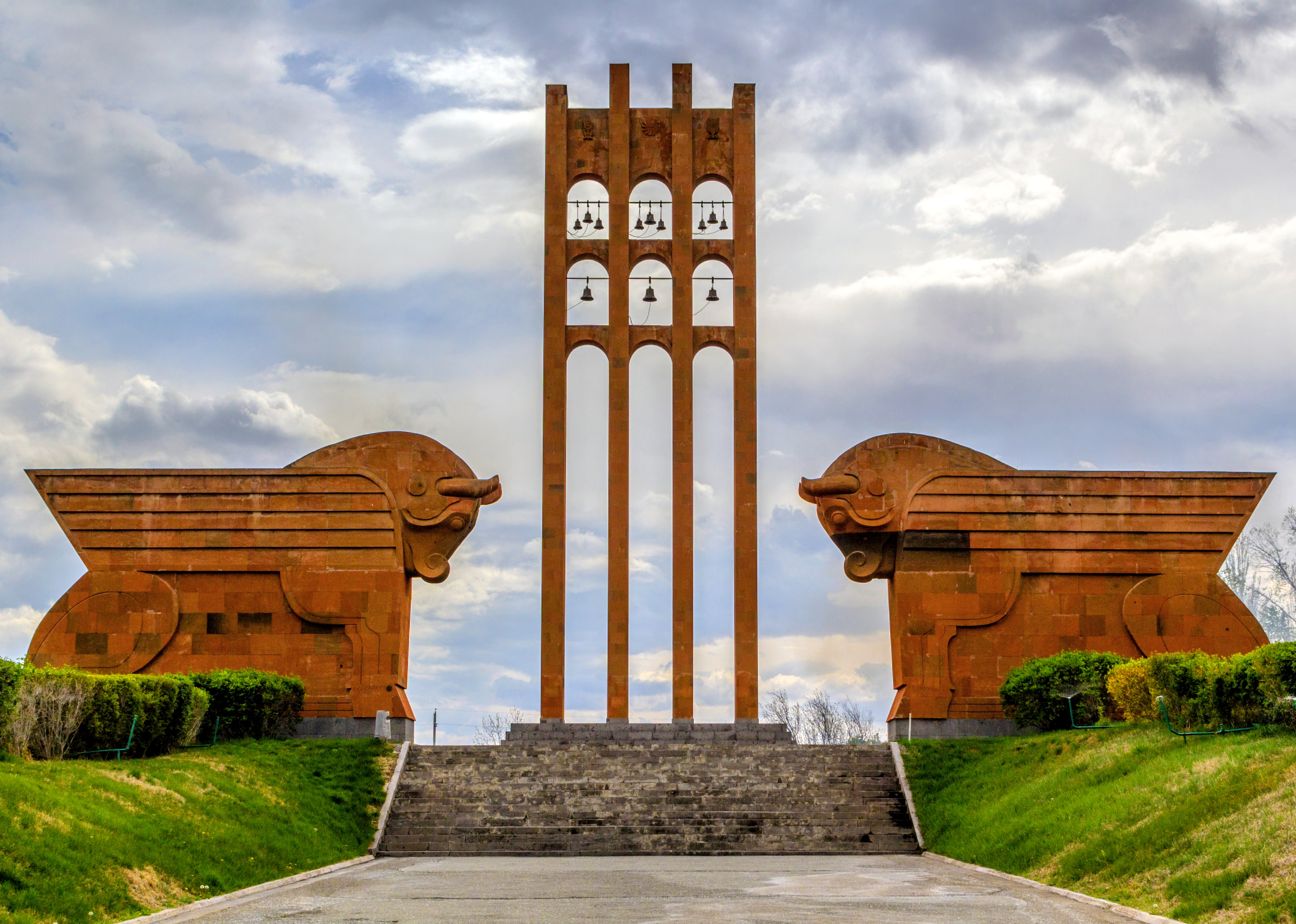
یادبود نبرد سارداراباد
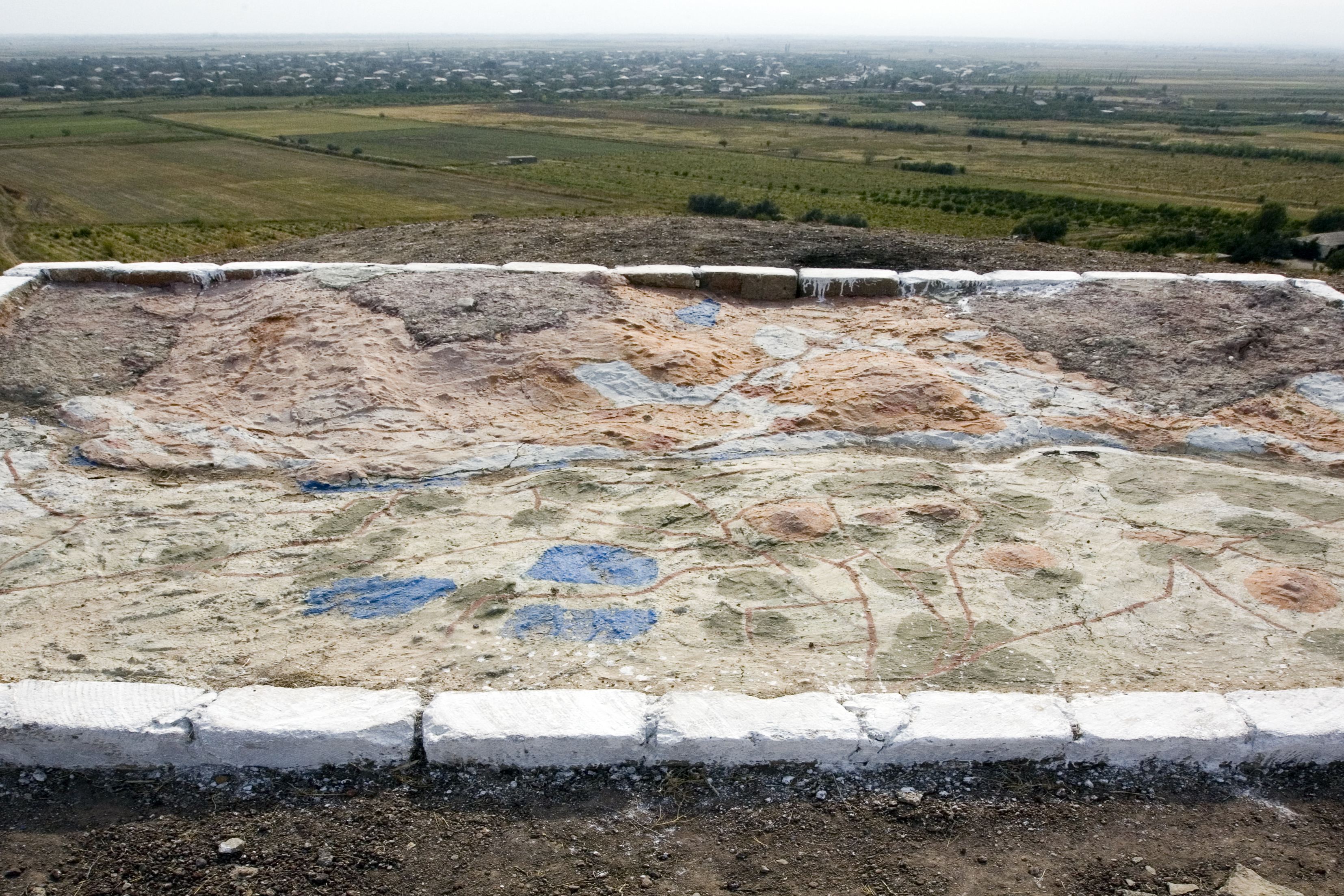
Արգիշտիխինիլի քաղաքի հատակագիծ